# بی‌دلیل اکسم نیستی
«بی‌دلیل اکسم نیستی» (به انگلیسی: Ex for a Reason) ترانه‌ای از خوانندهٔ آمریکایی سامر واکر با رپر جی‌تی عضو سیتی گرلز می‌باشد که در ۱۵ اکتبر سال ۲۰۲۱ به‌عنوان تک‌آهنگ اصلی دومین آلبوم استودیویی واکر تحت عنوان هنوزم برام مهم نیست (۲۰۲۱) منتشر گردید.